# Ducado de Vistahermosa

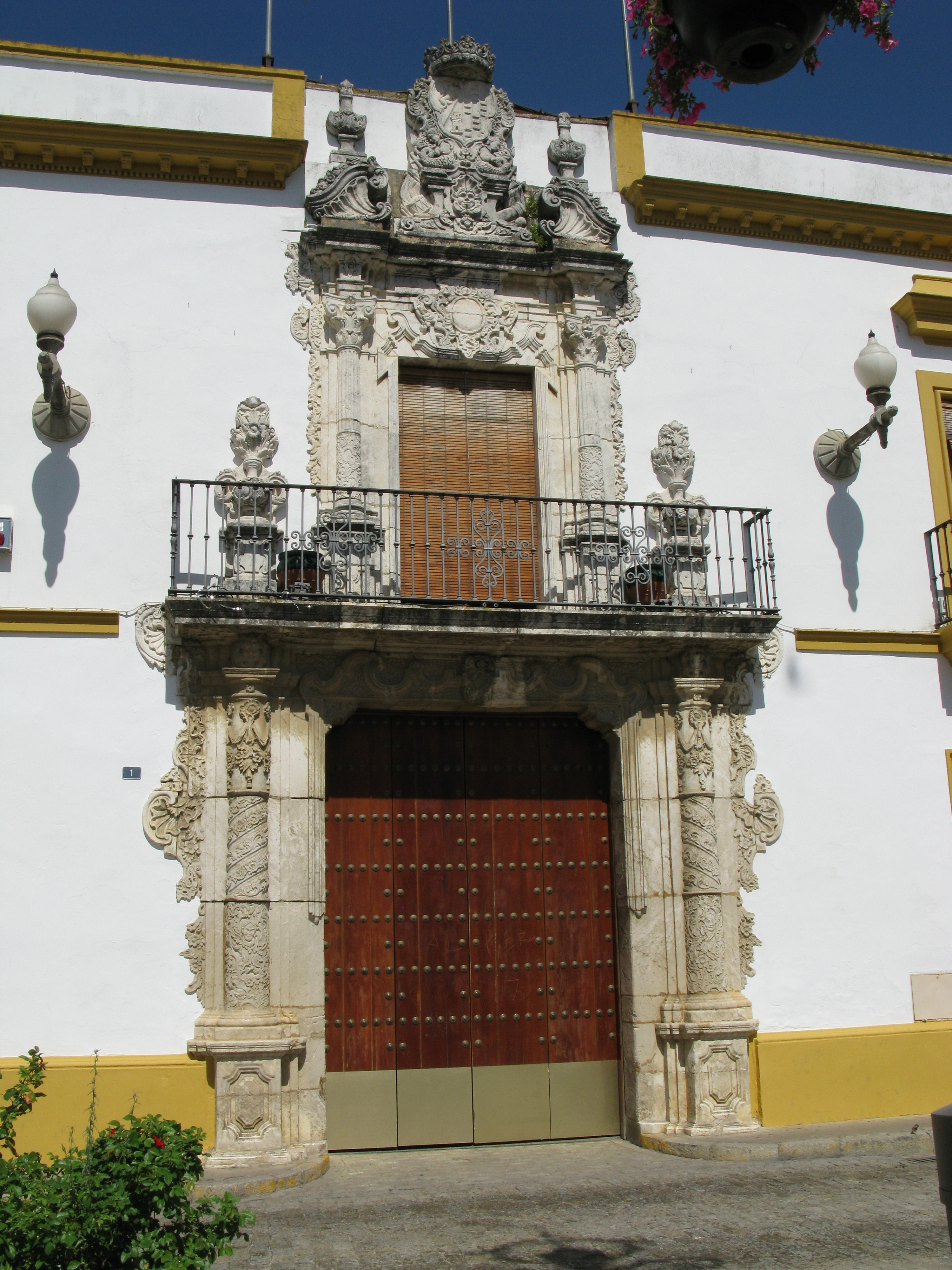
Palacio de los duques de Vistahermosa en Utrera (Sevilla).

El ducado de Vistahermosa es un título nobiliario español, creado el 13 de noviembre de 1879, por el rey Alfonso XII, a favor del teniente general y político liberal Ángel García-Loygorri (olim García-Arista) y García de Tejada, conde de Vistahermosa y vizconde de la Vega. Perteneciente a una ilustre familia de militares de raíces navarro-aragonesas, era hijo del también teniente general Martín García-Loygorri e Ichaso y de Manuela Rosa García de Tejada y Molviedro. 

## Nota
El título de conde de Vistahermosa fue concedido el 10 de enero de 1765 (o 12 de marzo de 1765, según otras fuentes), a Pedro Luis de Ulloa, a quién sucedió, después de varias generaciones, Magdalena de Ulloa y García, quien renunció a favor de su primo, por parte de madre, Ángel García-Loygorri y García de Tejada.
El título de vizconde de la Vega es el vizcondado previo del condado de Vistahermosa y fue elevado a título independiente el 20 de marzo de 1848.

## Duques de Vistahermosa
|                          | Titular                                     | Periodo                  |
| Creación por Alfonso XII | Creación por Alfonso XII                    | Creación por Alfonso XII |
| ------------------------ | ------------------------------------------- | ------------------------ |
| i                        | Ángel García-Loygorri y García de Tejada    | 1879-1887                |
| ii                       | Narciso García Loygorri y Rizo              | 1887-1905                |
| iii                      | Cristóbal García Loygorri y Murrieta        | 1906-1959                |
| iv                       | Mariano García Loygorri y Martínez de Irujo | 1960-2010                |
| v                        | Cristóbal García Loygorri y Urzáiz          | 2010-actual titular      |

## Historia de los Duques de Vistahermosa

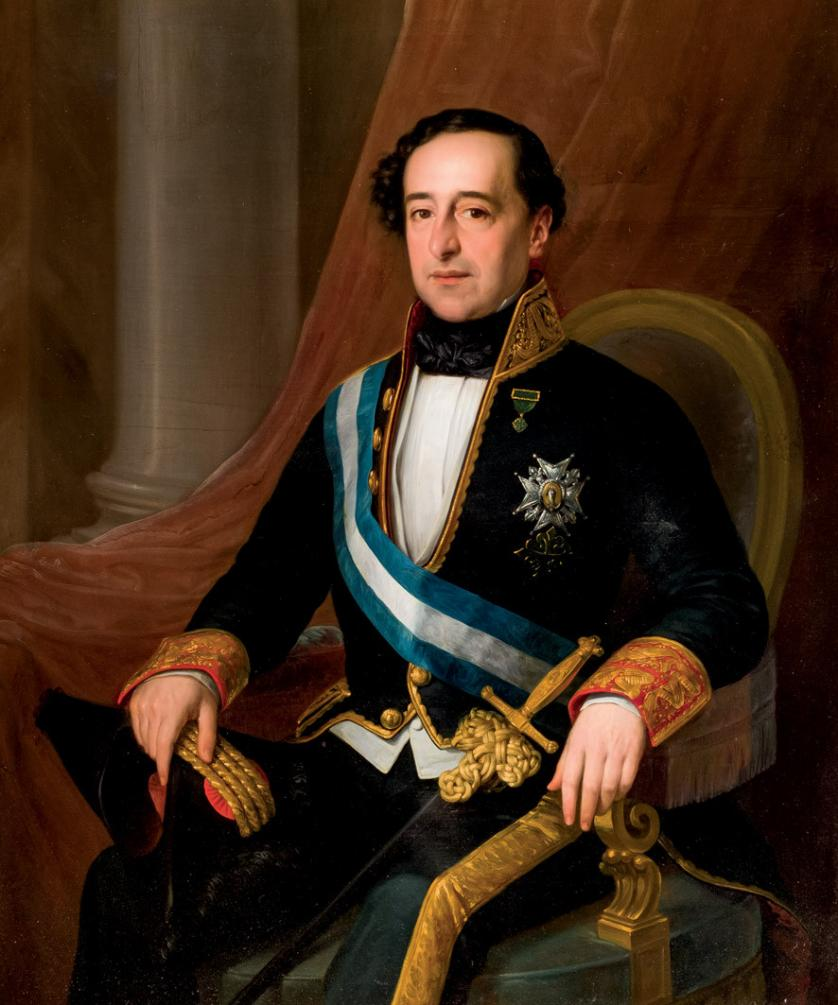
Retrato del primer duque de Vistahermosa, por Federico Madrazo, 1861

- i duque : Ángel García Arista de Loygorri, teniente general de los reales ejércitos. Casó con:

1. María de la Asunción Rizo Boza Velasco y Moreno
2. Crescencia de Aguirre Solarte y Alcíbar
3. Dionisia O'Lawlor y Caballero, sin sucesión de este matrimonio. Le sucedió, de su primer matrimonio, su hijo:

- ii duque: Narciso García Loygorri y Rizo (1837-1905), viii conde de Vistahermosa, iii vizconde de la Vega.[1]

1. Casó en 1869 con María del Carmen Murrieta y del Campo, hermana del i marqués de Santurce. Le sucedió su hijo:

- iii duque: Cristóbal García Loygorri y Murrieta (Biarritz, 21 de julio de 1873 - Navas de Riofrío, 9 de octubre de 1959), ix conde de Vistahermosa, iv vizconde de la Vega, gentilhombre grande de España con ejercicio y servidumbre del Rey Alfonso XIII.

1. Casó en 1902 con Asunción Isabel Martínez de Irujo y Caro (Madrid, 25 de abril de 1879 - id. 12 de junio de 1964), dama de la Reina Victoria Eugenia de Battenberg, hija de Carlos Martínez de Irujo y del Alcázar, viii duque de Sotomayor. Le sucedió su hijo:

- iv duque: Mariano García-Loygorri y Martínez de Irujo (Madrid, 9 de enero de 1909 - id. 27 de mayo de 2010), x conde de Vistahermosa y v vizconde de la Vega.

1. Casó en 1937 con Mercedes Urzáiz y Guzmán. Le sucedió su hijo:

- v duque: Cristóbal García-Loygorri y Urzáiz, xi conde de Vistahermosa (por cesión paterna en 1991), vi vizconde de la Vega (por cesión paterna en 1967), catedrático de Matemáticas de la Universidad de Salamanca.